# L'étagère du travail
L'étagère du travail is een studioalbum van The Tangent. Het is een aanvulling op hun studioalbum Le sacre du travail dat in 2013 werd uitgegeven. Het was een extraatje voor de fans. Het bevat nooit eerder uitgebracht materiaal alsmede revisies van eerder verschenen werk. Het werd niet commercieel uitgegeven; het was alleen via de fansite te bestellen.

## Musici
- Andy Tillison - alle muziekinstrumenten (track 1-5), 
  - behalve gitaar door Luke Machin (3)
- Andy Tillison – alle muziekinstrumenten (tracks 6-10) behalve
  - Theo Travis- saxofoon, dwarsfluit (tracks 6,7,9 en 10)
  - Jakko Jakszyk – gitaar (6,7 en 9), zang (10)
  - David Longdon – zang (7)
  - Gavin Harrison – drumstel (7)
  - Jonas Reingold – basgitaar (7, 9 en 10)
  - Jaime Salazar – drumstel (9 en 10)
  - Krister Jonsson – gitaar (10)
  - Guy Manning – gitaar (9)

## Muziek
| Nr. | Titel                                | Duur  |
| --- | ------------------------------------ | ----- |
| 1.  | Monsanto (Roundup ready government)  | 7:49  |
| 2.  | Lost in Ledston                      | 6:39  |
| 3.  | The iron crows (naar Claude Debussy) | 14:09 |
| 4.  | Build a new house with the Lego      | 6:25  |
| 5.  | Supper’s off                         | 8:17  |
| 6.  | Dansant dans Paris                   | 6:58  |
| 7.  | Steve Wright in the afternoon        | 6:07  |
| 8.  | A voyage through rush hour           | 2:28  |
| 9.  | The ethernet                         | 9:11  |
| 10. | The Canterbury sequence              | 9:10  |

Supper’s off is een verwijzing naar de suite Supper's ready van Genesis. Het is een kleine aanklacht tegen pers en fans, die iedere beginnende band in de sector progressieve rock vergeleken met Genesis. Slechts weinigen overleefden die vergelijking. Het bijbehorende hoofdalbum bevatte overigens verwijzingen naar andere bands binnen de progressieve rock.